# خارکابوز
خارکابوز (به لهستانی:  Harkabuz) یک روستا در لهستان است که در گمینا رابا وژنا واقع شده‌است.